# Saint-Maur-sur-le-Loir
Saint-Maur-sur-le-Loir település Franciaországban, Eure-et-Loir megyében. Lakosainak száma 405 fő (2022. január 1.). Saint-Maur-sur-le-Loir Dancy, Flacey, Saint-Christophe és Moléans községekkel határos.

## Népesség
A település népessége az elmúlt években az alábbi módon változott:
| Lakosok száma | 301  | 355  | 324  | 381  | 415  | 430  | 413  | 403  | 401  | 405  |
|               | 1968 | 1982 | 1990 | 2006 | 2013 | 2015 | 2017 | 2019 | 2020 | 2022 |